# Усть-Сакла
Усть-Сакла — деревня в Каракулинском районе Удмуртии, относится к Кулюшевскому сельскому поселению.
Расположена на западе района вблизи правого берега реки Бима в 16 км к северо-западу от Каракулино, в 88 км к югу от Ижевска, в 4 км к северо-востоку от Исенбаево. По реке Бима в этом месте проходит граница с Татарстаном.

## Этимология
Название деревни произошло от татарского слова «усак», что означает «осина», по словам из рассказов раньше на этом месте были в основном осиновые леса. В последующие годы деревню переименовали под русское слово «Усть-Сакла» — устье реки Сакла, но речка называлась и называется Акшел.

## Дореволюционная история
После поражения в 1259 г. народ мари разошёлся по всему свету. В поселение Осинок, где в то время жили русские в трех избушках в количестве 4 человек (женщин в то время не считали), марийцы в составе 3 семей и одной вдовы (от которой пошёл род нынешний род Исенековых) пришёл из Мамадышской губернии — ныне Кировская область.
Через несколько лет основалось уже две деревни: Якшиял (верхний конец) и Тептар (нижний конец).
Якшиял состоял из государственных крестьян, которые имели большие и лучшие земли, и были освобождены от многих налогов. До 1917 года была основана на средства двух зажиточных жителей д. Усть-Сакла, школа 3-х классная — младшая, полустаршая, старшая. Из деревни Усть-Сакла вышло 13 педагогов, одна из них старейшая учительница, стаж которой — 43 года, была награждена орденом Ленина, Исенекова Вера Аркадьевна, сейчас её нет в живых.

## Население
| 2010 | 2012 |
| ---- | ---- |
| 360  | →360 |

## Известные уроженцы
В деревне Усть-Сакла родился марийский писатель Исенеков Валентин Борисович, в последнее время до скоропостижной смерти работал в редакции газеты «Ямде Лий»(«Будь готов») в Марийской Республике в г. Йошкар-Ола. Им выпущено несколько рассказов и стихов.

## Культура
Усть-Саклинский СДК.